# フェイドン

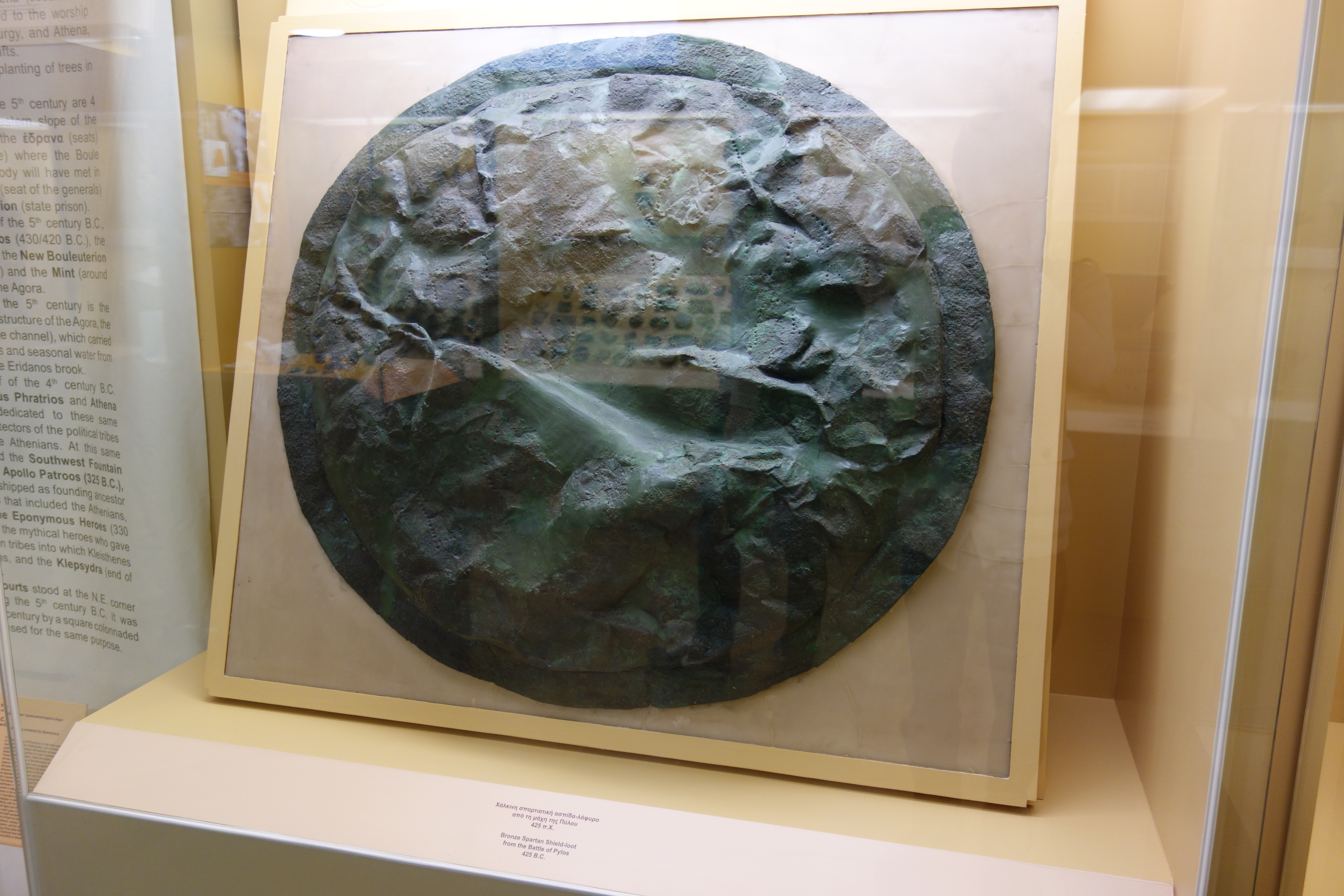
スパルタ重装歩兵の使っていたアルゴス式の丸盾。アゴラ博物館蔵。

フェイドン（希：Φείδων、英：Pheidon）は、紀元前7世紀頃に古代ギリシアのアルゴスを統治した王。当時、アルゴスでは王は名目上の存在であり、貴族政であったが、フェイドンは貴族から権力を剥奪して実権を握るようになった。彼は僭主として数えられることもあり、アリストテレスは彼を「自らを僭主に変えた」者と評している。フェイドンはファランクス戦術の発展と普及に密接に関わった人物ともされている。 

## 生涯

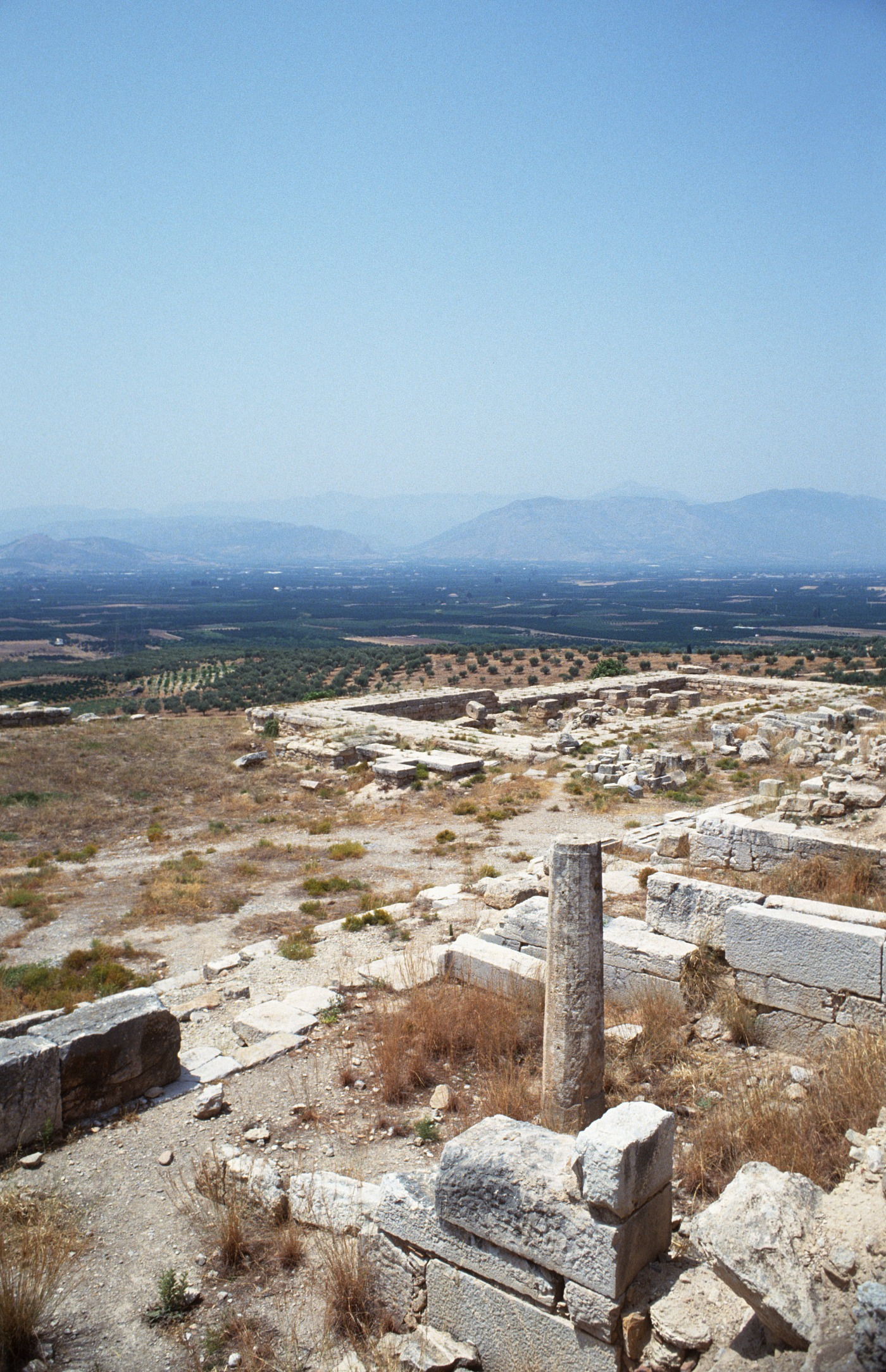
アルゴスのヘライオン（ヘラ神殿）と背後の平野

伝統的に、フェイドンは紀元前7世紀半ばに栄えたとされている。彼は活発かつ精力的な支配者で、アルゴスの国力を劇的に増大させた。独立していた周辺都市を取り戻して再びアルゴスの同盟下に置き、テーメノスの血統を証明してみせた。フェイドンの目標はペロポネソス北東部の支配であった。プルタルコスによれば、彼はコリントスの力を削ぎ落そうとしており、そのために毎年1000人の若いコリントス兵士を援軍としてアルゴスに送るように要請していたが、その若者たちはわざと戦死させられたという。
フェイドンはピサ人を支援してオリュンピアを制し、古代オリンピックの役員を務めていたエーリス人たちをそこから追放した。代わりにフェイドン自身が古代オリンピックの議長を務めたが、エーリス人たちはこれに徹底抗議し、フェイドン主催のオリンピックを公式として認めようとはしなかった。エーリスはアルゴスの活発な動きを警戒していたスパルタに応援を頼み、その援助を以てフェイドンとピサを打ち倒し、オリンピック役員の座を取り戻した。
紀元前669年頃、ヒュシアイの戦いが勃発し、フェイドン率いるアルゴス軍はスパルタ軍に大勝利を収めた。この戦いの頃に、重装歩兵によるファランクス戦術が戦争の主流になり始めていた。フェイドンは重装歩兵を発明した（もしくは発展させた）人物ともされており、重装歩兵の持つ巨大な丸盾は「アルゴス式」と呼ばれている。この時期のアルゴスは軍事面で最高潮に達していたが、これ以後は二度とスパルタに打ち勝つことはなかった。
フェイドンはコリントスにて派閥争いによって死亡したとされている。
アリストテレスは政治学において、フェイドンは「生まれが不平等であっても、全市民は平等であるべきだ」と説いたと記述している。平等はファランクス戦術においては重要な要素である。また、アリストテレスは「フェイドンは王として始まり、僭主として幕を閉じた」と語っており、古代ギリシアにおける王と僭主の区別は極めて曖昧であった。

## 功績
ヘロドトスによれば、フェイドンはペロポネソス全域に度量衡を制定した。この度量衡はアテナイでも使用され、それはソロンが改革を起こすまで続いた。